# یوجین گراتسیا
یوجین گراتسیا (انگلیسی: Eugene Grazia; ۲۹ ژوئیهٔ ۱۹۳۴ – ۹ نوامبر ۲۰۱۴) بازیکن هاکی روی یخ اهل ایالات متحده آمریکا بود.